# الدوري السويدي الدرجة الثانية 1928–29
الدوري السويدي الدرجة الثانية 1928–29 (بالسويدية: Division II i fotboll 1928/1929)‏ هو موسم من الدوري السويدي الدرجة الثانية. فاز فيه نادي ساندفيكين.